# Göran Byttner
Göran Byttner, född 16 september 1922 i Karlstad, död 13 november 1993 i Skinnskatteberg, var en svensk journalist och utrikeskorrespondent. 
Han var son till medicinalrådet John Byttner och Ester Wahlberg. Han blev fil.kand vid Stockholms universitet 1947. Han var anställd på Svenska Dagbladet 1945–1946 och från 1949 på Sveriges Radio, där han blev chef för Övre Norrlandsdistriktet 1955. Han var radions korrespondent i Bonn 1960–1969 och Washington 1969-1971. Åren 1971–1977 var han utrikeschef på TV-nytt och därefter lokalradiochef för Radio Västmanland.